# 중앙도서관 (연천군)
연천군 중앙도서관은 경기도 연천군 전곡읍 소재의 군립 도서관이다.

## 연혁
- 1991. 12. 20 도서관 본관 준공
- 1993. 03. 11 개관(연천군립도서관)
- 2006. 10. 30 중앙도서관 착공(개축)
- 2007. 10. 27 중앙도서관 개축공사 준공
- 2007. 12. 10 중앙도서관 재개관

## 시설현황
- 3층: 시청각실, DVD감상실, 휴게실
- 2층: 청소년열람실, 일반열람실, 멀티미디어실, 소모임실
- 1층: 어린이자료실, 종합자료실, 보존서고, 사무실

## 이용 안내
이용 시간
- 어린이자료실: 09:00 ~ 21:00
- 청소년·성인열람실 / 종합자료실 / 멀티미디어실 / 소모임실 / DVD감상실: 09:00 ~ 23:00

(단, 금요일은 청소년·성인열람실, 종합자료실만 운영 - 09:00 ~ 18:00)
휴관일
- 관공서의 공휴일에 관한 규정이 정하는 공휴일